# Jaish-e-Mohammed
Jaish-e-Mohammed (ourdou : جيش محمد, Armée de Mahomet, rebaptisé en 2002 en Khuddam-ul Islam) est un groupe armé islamiste pakistanais fondé en février 2000 par Masood Azhar et agissant au Cachemire. L'organisation est expulsée d'Afghanistan par les Talibans après des accrochages avec des membres d'Harakat ul-Mujahidin et de Lashkar-e-Jhangvi. Le Pakistan interdit le Jaish-e-Mohammed en janvier 2002, bien que l'Inter-Services Intelligence, les services secrets pakistanais, soit toujours soupçonnés de soutenir l'organisation.
L'organisation est placée sur la liste officielle des organisations terroristes du Canada, des États-Unis, de l'Australie, du Royaume-Uni et de l'Inde. Elle est considérée par l'ONU comme proche d'Al-Qaïda et à ce titre sanctionnée par le Conseil de sécurité des Nations unies.
Plusieurs militants du Jaish-e-Mohammed sont également membre du Sipah-e Sahaba Pakistan. 
En janvier 2016, le groupe mène une attaque contre une base militaire en Inde, ce qui cause une crise diplomatique entre cette dernière et son voisin pakistanais.
Le 14 février 2019, le groupe revendique un attentat-suicide à Pulwama contre un convoi militaire indien qui a fait plus de 40 morts dans l’État du Jammu-et-Cachemire.